# Подсемейство
Подсеме́йство (лат. subfamilia) — один из производных рангов иерархической классификации в биологической систематике.

## Таксономия
В иерархии систематических категорий подсемейство стоит ниже семейства и выше трибы и рода.
Примеры: семейство бабочек голубянок (Lycaenidae Leach, 1815) в фауне России представлено подсемействами Theclinae, Lycaeninae и Polyommatinae.
Научное название подсемейства образуется по правилам, регулируемым международными кодексами биологической номенклатуры, от названия типового рода, к основе которого добавляется стандартное окончание:
- в зоологии — -inae;
- в ботанике и бактериологии — -oideae.

В вирусологии научное название образуется прибавлением к произвольной основе окончаний:
- для вирусов — -virinae,
- для вироидов — -viroinae,
- для сателлитов — -satellitinae.

Примеры: Род Geometra (бабочка-пяденица): основа Geometr- и окончание -inae дают название Geometrinae.